# Mesa del Tirador
Mesa del Tirador är en ort i Mexiko.   Den ligger i kommunen La Yesca och delstaten Nayarit, i den centrala delen av landet, 600 km väster om huvudstaden Mexico City. Mesa del Tirador ligger 1 167 meter över havet och antalet invånare är 767.
Terrängen runt Mesa del Tirador är huvudsakligen kuperad, men söderut är den bergig. Runt Mesa del Tirador är det mycket glesbefolkat, med 3 invånare per kvadratkilometer. Närmaste större samhälle är Tuxpan de Bolaños, 16,8 km norr om Mesa del Tirador. I omgivningarna runt Mesa del Tirador växer huvudsakligen savannskog.